# گوردون رایت

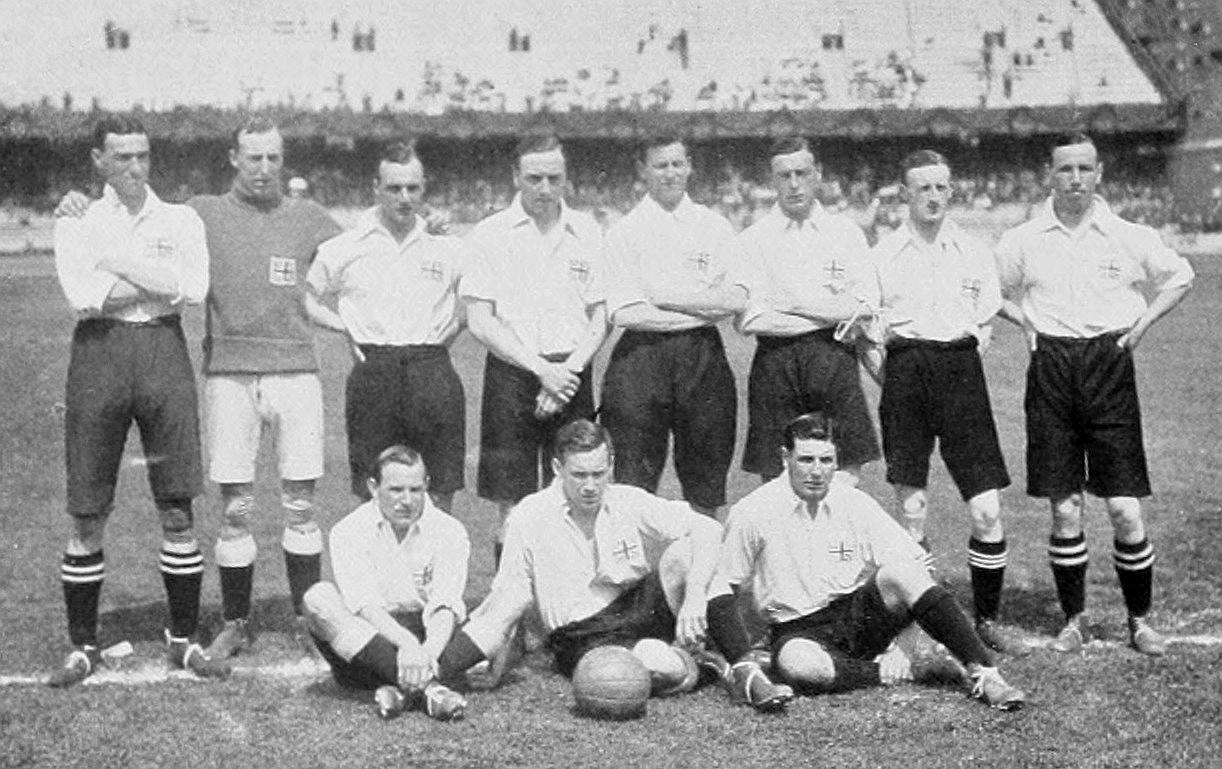
نمایی از تیم فوتبال بریتانیا در المپیک تابستانی ۱۹۱۲

گوردون رایت (به انگلیسی: Gordon Wright) زادهٔ ۳ اکتبر ۱۸۸۴ بازیکن فوتبال اهل انگلستان بود که سابقهٔ بازی در تیم ملی فوتبال انگلستان را در کارنامهٔ خود دارد.